# ФК Раднички Српско Горажде
ФК Раднички је  фудбалски клуб из Српског Горажда, Република Српска, Босна и Херцеговина. 

## Историја
Фудбалски клуб Раднички из Српског Горажда наставио је традицију фудбалског клуба Раднички из Горажда који је основан 1967. године. Рад клуба је обновљен 27. јула 1998. године на иницијативу Славка Хелете, Ристе Вуковића, Миодрага Крсмановића старих, искусних фудбалских и спортских радника из Српског Горажда. Предсједник клуба постао је Милосав Крунић, шеф стручног штаба Мано Мауна, а тренер Миодраг Крсмановић. Клуб се такмичио у оквиру Треће лиге Републике Српске група Југ. Боја клуба је била црвено - бијела. Са радом је престао након завршене сезоне 2006/2007. године. Клуб је поново почео са радом 2014. године, првенствено са младим категоријама.